# スネイフリズル・ヨウルンナルドッティル
スネイフリズル・ヨウルンナルドッティル（アイスランド語: Snæfríður Jórunnardóttir、2000年10月31日 - ）は、アイスランドの競泳選手。女子200m自由形のアイスランド国内記録保持者。
幼少期はクヴェラゲルジのスイミングクラブで泳いでいたが、11歳の時にデンマークのオーフスへ移り、現地のスイミングクラブでトレーニングを始めた。
2021年の東京オリンピックの女子100m自由形、200m自由形の2種目に出場し、女子200m自由形の予選でアイスランド国内記録を更新した。

## 主な戦績
| 年   | 大会                 | 開催地     | 種目                   | 順位            | 記録      | 備考     |
| ---- | -------------------- | ---------- | ---------------------- | --------------- | --------- | -------- |
| 2019 | 世界水泳選手権       | 光州       | 100m自由形             | 予選敗退 (43位) | 57秒34    |          |
| 2019 | 世界水泳選手権       | 光州       | 200m自由形             | 予選敗退 (41位) | 2分07秒43 |          |
| 2021 | ヨーロッパ水泳選手権 | ブダペスト | 100m自由形             | 予選敗退 (52位) | 56秒63    |          |
| 2021 | ヨーロッパ水泳選手権 | ブダペスト | 200m自由形             | 予選敗退 (28位) | 2分01秒31 |          |
| 2021 | ヨーロッパ水泳選手権 | ブダペスト | 400m自由形             | 予選敗退 (33位) | 4分23秒45 |          |
| 2021 | ヨーロッパ水泳選手権 | ブダペスト | 混合4x100m自由形リレー | 6位             | 3分38秒67 | 国内記録 |
| 2021 | オリンピック         | 東京       | 100m自由形             | 予選敗退 (34位) | 56秒15    |          |
| 2021 | オリンピック         | 東京       | 200m自由形             | 予選敗退 (22位) | 2分00秒20 | 国内記録 |
| 2022 | 世界水泳選手権       | ブダペスト | 100m自由形             | 予選敗退 (26位) | 56秒31    |          |
| 2022 | 世界水泳選手権       | ブダペスト | 200m自由形             | 予選敗退 (20位) | 2分00秒61 |          |

## 記録
| 種目          | 記録      | 年月日        | 場所         | 備考     |
| ------------- | --------- | ------------- | ------------ | -------- |
| 50m自由形     | 26秒43    | 2022年1月29日 | アイスランド |          |
| 100m自由形    | 56秒15    | 2021年7月28日 | 日本         |          |
| 200m自由形    | 2分00秒20 | 2021年7月26日 | 日本         | 国内記録 |
| 400m自由形    | 4分20秒75 | 2021年4月20日 | デンマーク   |          |
| 50m背泳ぎ     | 33秒15    | 2020年1月25日 | アイスランド |          |
| 100m背泳ぎ    | 1分08秒26 | 2020年1月25日 | アイスランド |          |
| 50mバタフライ | 28秒56    | 2022年1月30日 | アイスランド |          |